# Kappa Tucanae
Désignations
Kappa Tucanae (κ Tuc, κ Tucanae) est un système d'étoiles quadruple de la constellation du Toucan. Il est à environ 66,6 années-lumière de la Terre et la magnitude apparente combinée du système est de +4,25.
Le système principal est constitué de deux étoiles séparées de 5,3 minutes d'arc. L'étoile la plus brillante, Kappa Tucanae A, est une sous-géante jaune-blanche de type F avec une magnitude apparente de +5,1. Sa compagne, désignée Kappa Tucanae B, a une magnitude de 7,74 et est située à environ 6" de la primaire. Elle orbite autour de la primaire en 857 ans.
Les étoiles de l'autre paire binaire, désignées Kappa Tucanae C, de magnitude +7,8, et Kappa Tucanae D, de magnitude +8,2, sont plus proches l'une de l'autre, à 1,12 seconde d'arc, ou à au moins 23 unités astronomiques. Elles parcourent leur orbite en 86,2 ans.